# Планетология
Планетологията (от „планета“ и гръцкото „логос“ - наука) е наука, изучаваща състава и структурата на планетите от Слънчевата система и извън нея. Главна роля в планетологията заемат науките геология, геофизика, биология, геохимия и астробиология.
До 1993 г. планетологията се занимава с планетарните обекти в Слънчевата система. След откритието на екзопланетите областта на изследване значително се разширява. Включва се проучването на екзотични екстрасоларни обекти, като например планетите около неутронни звезди.
Методите на планетологията са:
- базирани на Земята и в Космоса измервания,
- изобразителните способи на астрономията във видимата, инфрачервената и радиовълновата част на светлинния спектър,
- изстрелването на космически сонди до обектите на изследване
- изследването на проби, извлечени от сонди на място или на Земята (например лунна материя, частици на слънчевия вятър и отломки от комети)
- изследването на метеорити
- работа с математически модели и теоретични изследвания